# جوس تشارلز
جوس تشارلز (بالإنجليزية: Jos Charles)‏ (14 نوفمبر 1988)؛ كاتِبة وشاعرة أمريكية. درست في جامعة أريزونا.